# براندون موراليس
براندون موراليس (بالإنجليزية: Brandon Morales)‏ هو لاعب كرة قدم أمريكي في مركز الوسط، ولد في 28 سبتمبر 1999 في فار في الولايات المتحدة. لعب مع Rio Grande Valley FC Toros ‏.